# Kirovs'k
Kirovs'k (in ucraino Кіровськ?; in russo Кировск?, Kirovsk) è una città dell'Ucraina di circa 30.000 abitanti nell'oblast' di Luhans'k. Dall'aprile 2014 è de facto parte della Repubblica Popolare di Lugansk. Nel 2016 le autorità ucraine hanno modificato il nome in Holubivka (in ucraino Голубівка?), ma tale denominazione non è mai stata riconosciuta dalle autorità della Repubblica Popolare, per le quali la città conserva il nome di Kirovs'k, e non è mai divenuta effettiva.